# Sankt Oswald-Möderbrugg
Sankt Oswald-Möderbrugg var en kommun i distriktet Murtal i förbundslandet Steiermark i Österrike. Den blev den 1 januari 2015 en del av kommunen Pölstal.
Kommunen bestod av två orter (Ortschaften) (inom parentes invånarantal 1 januari 2024):
- Möderbrugg (593)
- Sankt Oswald (436)